# Saints-Geosmes
Saints-Geosmes est une commune nouvelle, située dans le département de la Haute-Marne en région Grand Est, créée le 1er janvier 2016.
Elle est issue du regroupement de deux communes : l'ancienne commune Saints-Geosmes et Balesmes-sur-Marne.
Saints-Geosmes est un petit bourg d'un peu moins de 1 000 habitants.
Balesmes-sur-Marne est un village d'environ 250 habitants où la Marne prend sa source.

## Géographie

### Localisation
Saints-Geosmes est située à trois kilomètres au sud de Langres et fait partie de l'aire urbaine de Langres et de son unité urbaine.

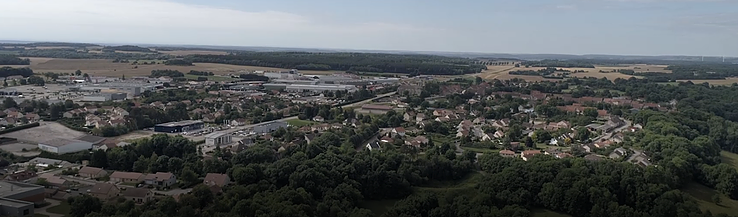
Saints-Geosmes vue du ciel.

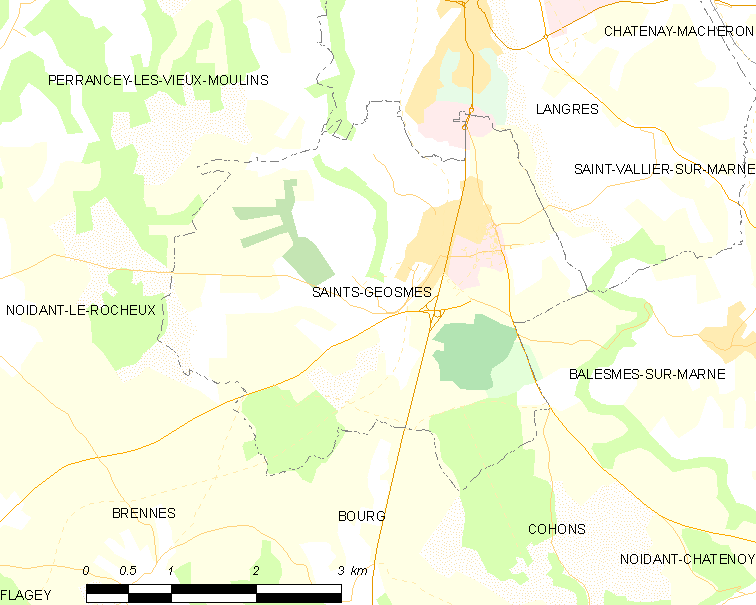
Saints-Geosmes et Balesmes-sur-Marne, à droite.

### Communes limitrophes
| Perrancey-les-Vieux-Moulins | Langres        | Saint-Vallier-sur-Marne    |
| Noidant-le-Rocheux          | Saints-Geosmes | Chalindrey                 |
| Brennes                     | Bourg Cohons   | Noidant-Chatenoy Le Pailly |

### Hydrographie
La commune est traversée par la ligne de partage des eaux entre les régions hydrographiques « la Seine de sa source au confluent de l'Oise (exclu) » et le bassin versant de la Saône au sein respectivement du bassin Seine-Normandie et du bassin Rhône-Méditerranée-Corse. Elle est drainée par le canal de la Marne a la Saone, la Marne, la Bonnelle, le cours d'eau 01 de Varmoy, la rigole de Vaucouleurs, le ruisseau des Fontenelles et le ruisseau des Noues,.
Le canal de la Marne à la Saône est un canal à bief de partage au gabarit Freycinet, d'une longueur de 160 km reliant les vallées de la Marne et de la Saône, géré par les Voies navigables de France.
La Marne  prend sa source sur le plateau de Langres, dans la commune de Saints-Geosmes (Haute-Marne) et se jette dans la Seine entre Charenton-le-Pont et Alfortville (Val-de-Marne) dans le quartier de Conflans-l'Archevêque.

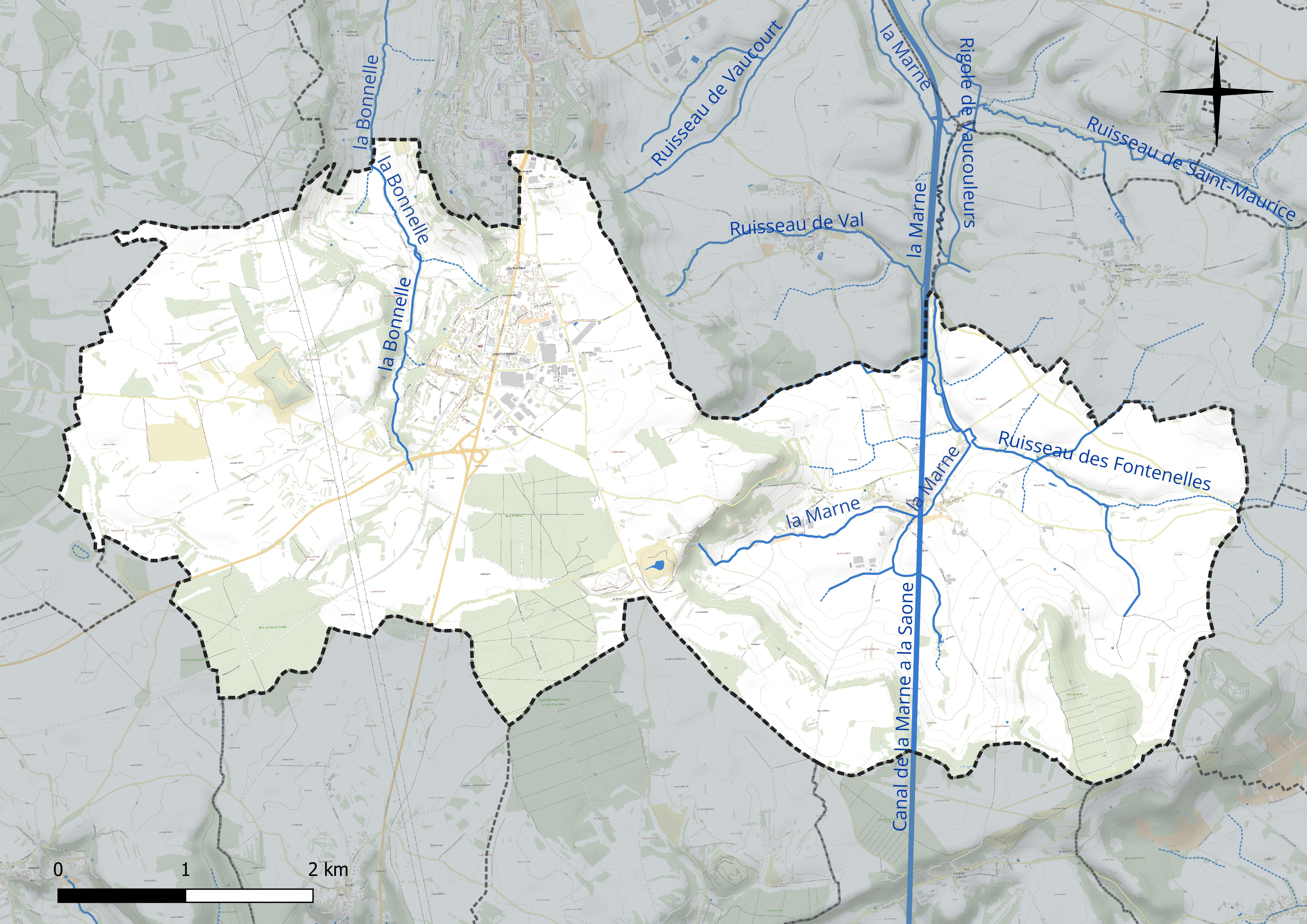
Réseau hydrographique de Saints-Geosmes.

### Climat
Pour des articles plus généraux, voir Climat du Grand Est et Climat de la Haute-Marne.
En 2010, le climat de la commune est de type climat de montagne, selon une étude du Centre national de la recherche scientifique s'appuyant sur une série de données couvrant la période 1971-2000. En 2020, Météo-France publie une typologie des climats de la France métropolitaine dans laquelle la commune est exposée à un climat océanique altéré et est dans la région climatique  Lorraine, plateau de Langres, Morvan, caractérisée par un hiver rude (1,5 °C), des vents modérés et des brouillards fréquents en automne et hiver.
Pour la période 1971-2000, la température annuelle moyenne est de 9,7 °C, avec une amplitude thermique annuelle de 17 °C. Le cumul annuel moyen de précipitations est de 949 mm, avec 13,6 jours de précipitations en janvier et 9,2 jours en juillet. Pour la période 1991-2020, la température moyenne annuelle observée sur la station météorologique de Météo-France la plus proche, « Langres », sur la commune de Langres à 2 km à vol d'oiseau, est de 10,2 °C et le cumul annuel moyen de précipitations est de 896,1 mm. 
La température maximale relevée sur cette station est de 38,8 °C, atteinte le 25 juillet 2019 ; la température minimale est de −21,2 °C, atteinte le 2 février 1956,,.
Les paramètres climatiques de la commune ont été estimés pour le milieu du siècle (2041-2070) selon différents scénarios d'émission de gaz à effet de serre à partir des nouvelles projections climatiques de référence DRIAS-2020. Ils sont consultables sur un site dédié publié par Météo-France en novembre 2022.

## Urbanisme

### Typologie
Au 1er janvier 2024, Saints-Geosmes est catégorisée bourg rural, selon la nouvelle grille communale de densité à sept niveaux définie par l'Insee en 2022.
Elle appartient à l'unité urbaine de Langres, une agglomération intra-départementale regroupant trois  communes, dont elle est une commune de la banlieue,,. Par ailleurs la commune fait partie de l'aire d'attraction de Langres, dont elle est une commune de la couronne,. Cette aire, qui regroupe 77 communes, est catégorisée dans les aires de moins de 50 000 habitants,.

## Toponymie
Attestée sous la forme Sanctorum Geminorum en 814.
Il s'agit du pluriel du latin sanctus et du nom de saint au pluriel Gemini, soit « les saints jumeaux ».
Le singulier administratif Saint-Geosmes, qui peut faire penser à un faux saint, est récent.

## Histoire

### Saints-Geosmes
Saints-Geosmes est l'altération de « Saints Jumeaux ». Il s'agit de trois frères jumeaux grecs : Speusippe, Méleusippe et Éleusippe, saints patrons de Saints-Geosmes, qui auraient été martyrisés, écartelés et brûlés par les Romains dans le village au IIe siècle, en 155.
Le cimetière communal renferme un « martyrat » élevé jadis sur les lieux où la tradition place le supplice des triplés.
Le culte des trois jumeaux est à l'origine du développement d'une abbaye bénédictine, puis d'un prieuré au XIIe siècle qui dura jusqu'au XVIIIe siècle.
Le village s'est développé au carrefour de deux voies romaines : de Andemantunnum à Lugdunum et l'autre reliant Andemantunnum à Augustodunum.
Un autel en marbre blanc consacré à Bacchus a été trouvé près de Saints-Geosmes. On a également trouvé une céramique commune signée CASSA F(ecit) en provenance de l'atelier de Mortillon sur Coulanges (Allier).

### Balesmes-sur-Marne
Le village tire son nom de celui de la Minerve gauloise, Belisama, compagne de l'Apollon gaulois Belenos. Ces divinités étaient autrefois vénérées près des sources de la Marne, à peu de distance du village. Il est probable qu’un établissement romain et quelques habitations de la même époque, étagés entre la source de la Marne et l'église, aient précédé le village actuel. Dans ce contexte, la légende du gaulois Sabinus, révolté contre Rome et qui se serait caché pendant neuf ans dans une grotte située près de ces sources, n'a aucune réalité, et doit être abandonnée aujourd’hui. Le village actuel n'est connu que depuis le haut Moyen Âge, l'évêque de Langres y possédant la seigneurie en fief mouvant de toute antiquité ainsi que la mairie héréditaire[réf. nécessaire]

### Passé ferroviaire du village
|  |  |  |

De 1883 à 1963, la commune de Saints-Geosmes a été traversée par la ligne de chemin de fer de Poinson - Beneuvre à Langres, qui, venant de Brennes, se dirigeait ensuite vers Langres.

A une époque où le chemin de fer était le moyen de déplacement le plus pratique, cette ligne connaissait un important trafic de passagers et de marchandises. 
	
À partir de 1950, avec l'amélioration des routes et le développement du transport automobile, le trafic ferroviaire a périclité et la ligne a été fermée en 1963. Les rails ont été retirés. Quelques tronçons de l'ancienne ligne subsistent encore de nos jours utilisés comme sentier de randonnée ou chemin d'exploitation agricole.

## Politique et administration

### Composition
La commune nouvelle est formée par la réunion de 2 anciennes communes :
| Nom                    | Code Insee | Intercommunalité    | Superficie (km2) | Population (dernière pop. légale) | Densité (hab./km2) |
| ---------------------- | ---------- | ------------------- | ---------------- | --------------------------------- | ------------------ |
| Saints-Geosmes (siège) | 52P05      | CC du Grand Langres | 14,94            | 919 (2013)                        | 62                 |
| Balesmes-sur-Marne     | 52036      | CC du Grand Langres | 12,67            | 236 (2013)                        | 19                 |

### Liste des maires
| Période      | Période  | Identité      | Étiquette | Qualité                                |
| ------------ | -------- | ------------- | --------- | -------------------------------------- |
| janvier 2016 | En cours | Jacky Maugras |           | Président de la Communauté de communes |

## Population et société

### Démographie
L'évolution du nombre d'habitants est connue à travers les recensements de la population effectués dans la commune depuis sa création.

En 2022, la commune comptait 1 097 habitants, en évolution de −3,52 % par rapport à 2016 (Haute-Marne : −4,62 %, France hors Mayotte : +2,11 %).
| 2014  | 2019  | 2022  |
| ----- | ----- | ----- |
| 1 145 | 1 116 | 1 097 |

### Établissement scolaire
Le pôle scolaire Jean Breton inauguré en 1980 et abritant les classes élémentaires s’est étoffé au fil des 30 dernières années d'une école maternelle de deux classes en 1991 et d'un bâtiment d'accueil périscolaire et cantine en 2014. Le pôle scolaire abrite également dans son enceinte la bibliothèque municipale.
Depuis 2004, le pôle scolaire accueille les enfants de Saints-Geosmes et Balesmes ainsi que ceux des communes de Noidant-le-Rocheux, Courcelles-en-Montagne, Bourg, Châtenay-Macheron et Saint-Maurice. Les enfants sont répartis par niveaux dans les 6 classes de l'école primaire. En septembre 2017, la compétence scolaire et périscolaire est passée dans l'escarcelle de la Communauté de Communes du Grand Langres (CCGL). L’inscription des enfants à l'école du village a toujours lieu en mairie mais la gestion de la vie scolaire et périscolaire est désormais réalisée dans les locaux de la communauté de communes qui assure l'inscription à l'accueil périscolaire et à la cantine. En 2017, l’équipe enseignante composée de 8 enseignants et de 2 ATSEM prend en charge 134 enfants.

### Sports
- Sensation Nature (Accrobranche), 10 parcours de difficultés différentes.
- Parcours de santé sur une distance de 3 300 m.
- Le Court de tennis
- Voie Verte, Parcours aménagé de 12 km sur l’ancien tracé d’une voie ferrée reliant Langres à Poinson -Beneuvre (21)
- Football Club de Saints-Geosmes.

## Culture locale et patrimoine

### Lieux et monuments

#### Saints-Geosmes
- L'église des Trois-Jumeaux, XIIIe siècle avec sa crypte carolingienne du IXe siècle où ont été retrouvés dans les années 1990 les ossements de trois frères jumeaux du IIe siècle aux os cassés en de multiples endroits qui confirment la légende des trois frères jumeaux, Classée MH (1892, 1909, crypte, église).

Le fort de la Bonnelle ou fort Decrès et quelques ouvrages militaires de la fin du XIXe siècle témoignent également d'un passé militaire, Saints-Geosmes faisant partie du dispositif de la ceinture fortifiée de Langres.

#### Balesmes-sur-Marne

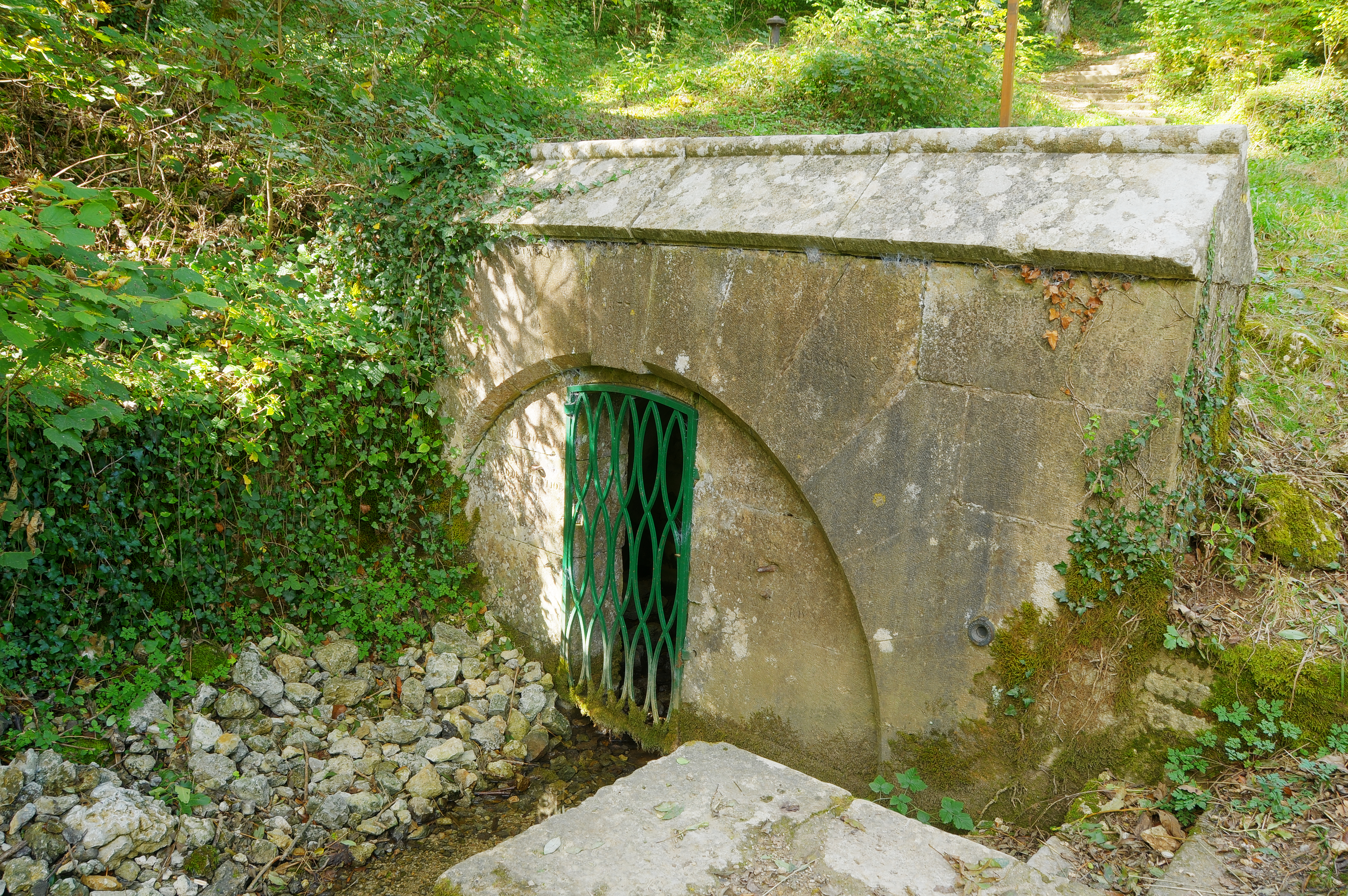
Source de la Marne.

- L'église Notre-Dame-en-son-Assomption, Classée MH (1909).
- Croix de chemin en pierre du XVIe siècle, Classée MH (1909).
- Sources de la Marne.
- Grotte de la Marnotte, où se situe l'exsurgence de la Marne.
- Tunnel du canal la Marne à la Saône entre Balesmes-sur-Marne et Noidant-Chatenoy, long de 4,820 km.